# Меролино-Сикиревацько
Меролино-Сикиревацько (хорв. Merolino Sikirevačko) — населений пункт у Хорватії, в Осієцько-Баранській жупанії у складі громади Стризивойна.

## Населення
Населення за даними перепису 2011 року становило 0 осіб.
Динаміка чисельності населення поселення: